# Штундизм

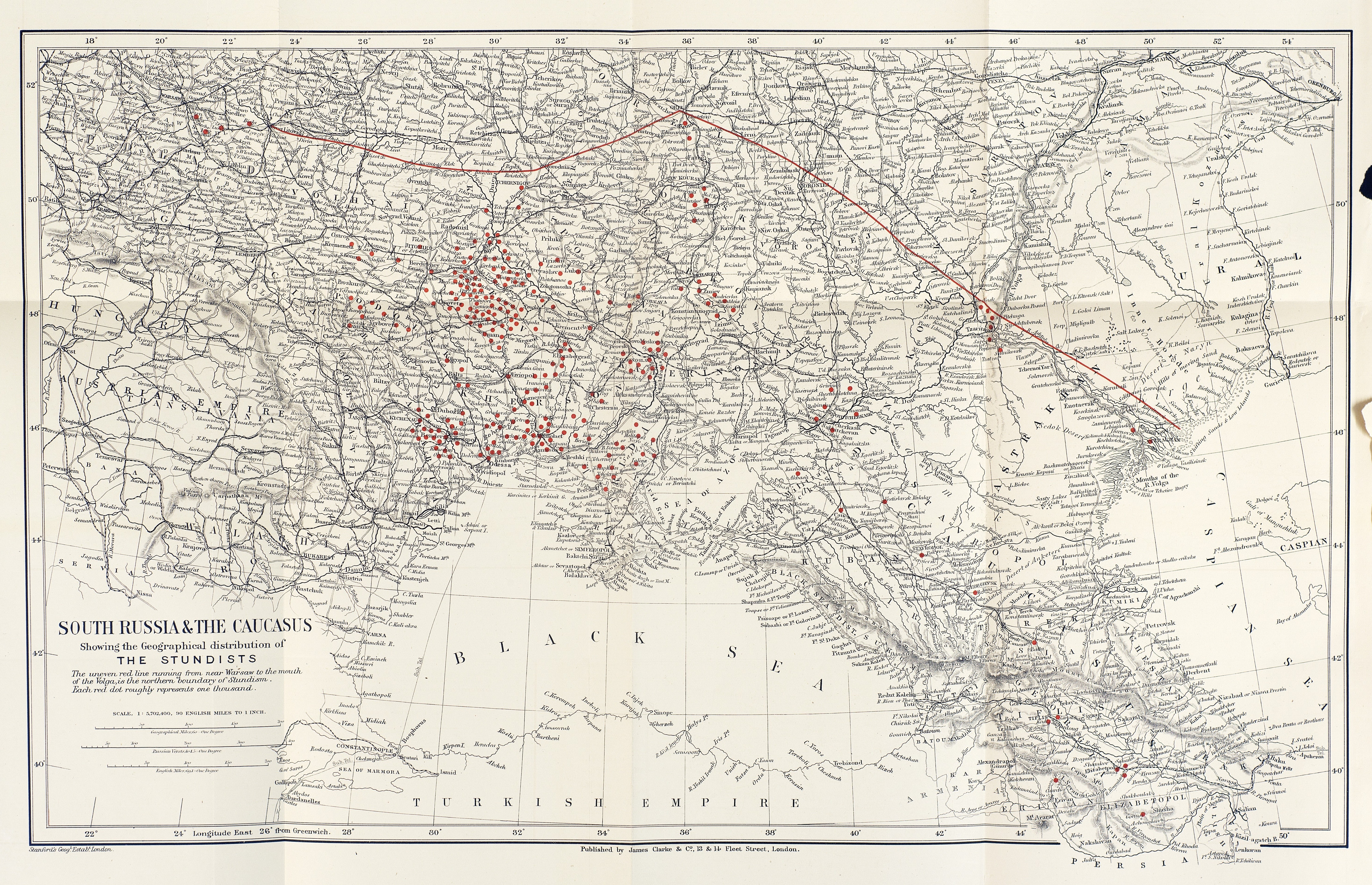
Карта поширення штундистів в Україні, Південній Росії та на Кавказі. Ламана червона лінія від Варшава-Берестя-Орел-Вороніж-Волгоград-Астрахань є північною межею штундистів. Кожна червона точка приблизно дорівнює тисячі штундистам

Штундизм (від нім. Stunde — година) — застаріла, історична, народна[джерело?] назва руху протестантів на південному-заході царської Росії, на землях сучасної України, Білорусі, Польщі, започаткованого серед німецьких колоністів (лютеран, реформатів, менонітів). Назва охоплювала вірних різних течій євангельських християн: п'ятидесятників, баптистів, адвентистів, штундистів тощо[джерело?].
Штундисти, штунди — прийнята в православ'ї назва членів ряду християнських конфесій, які виникли в другій половині XIX століття в царській Росії під впливом протестантів, що переселилися сюди із Західної Європи.

## Історія

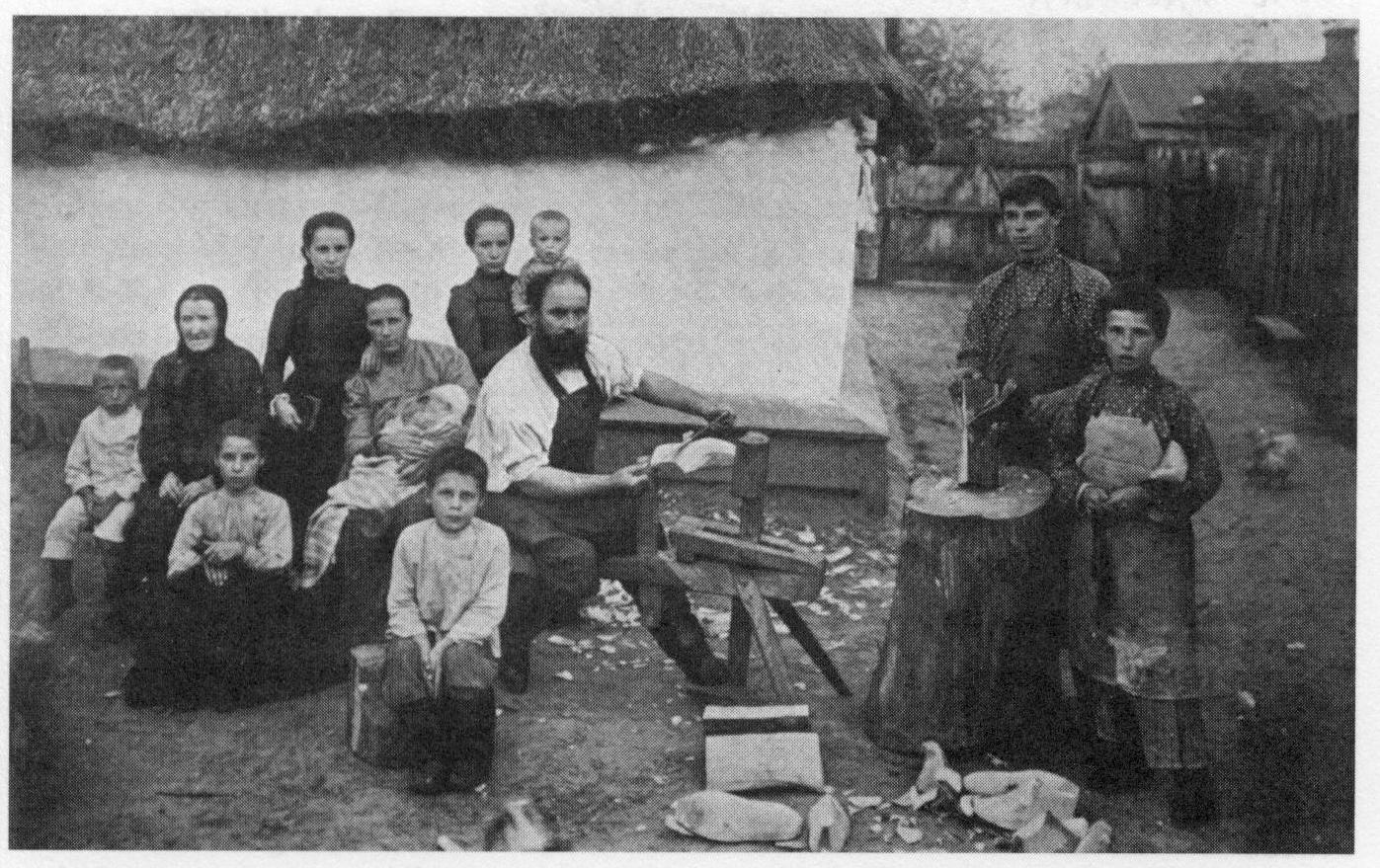
Сім'я штундів з Київської губернії

Штундизм поширився на півдні України у середині XIX століття. Місцевому православному населенню подобалися молитовні години німецьких колоністів-менонітів, з читанням Біблії, співом гімнів та активною участю вірян.
Склалися дві основні течії штундизму — біблійські християни (великоросійська штунда) та духовні християни (південноросійська штунда), які утворили основу російського баптизму.

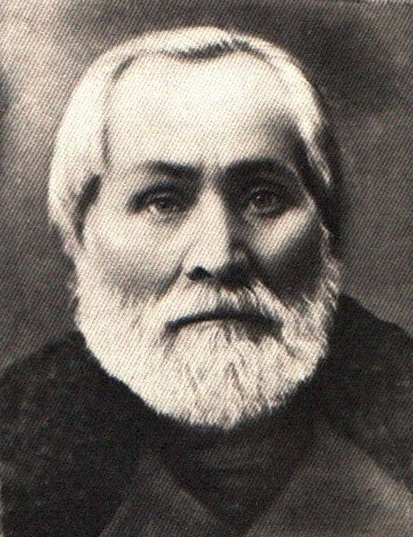
Михайло Тимофійович Ратушний (1830—1915), один з піонерів українського штундизму й баптизму

У висліді діяльності неофітів (селяни Онищенко і його учень Михайло Ратушний на Одещині, Вітенко і Герасим Балабан на Київщині, Іван Рябошапка на Херсонщині) та інших штундизм швидко розповсюджувався і виявився у різних формах, між ними як віровизнання с. Чаплинки, що його склав селянин Я. Коваль.
У 1870-х роках штундисти і баптисти почали відокремлюватися від православної церкви, закладаючи громади євангельських християн, які 1879 року були офіційно визнані як секта, що сприяло їхньому розвиткові, творенню домів молитви, друку збірників релігійних пісень тощо. 1884 року відбувся з'їзд штундистів, баптистів і молоканів з пашковцями. 1894 року міністерство внутрішніх справ заборонило молитовні збори штунд, і лише революція 1905 року скасувала це й попередні обмеження. Тоді євангельські християни настільки зміцніли, що заснували у молоканській Астраханці (Таврія) місіонерську семінарію.
Революція 1917 року спершу сприяла поширенню штундизму, пробуджуючи серед вірних також національну свідомість (хоч мова проповідей і тексти гімнів ще лишалися переважно російською).
Між двома світовими війнами штундизм (в його п'ятидесятницькому варіанті) поширився також серед православного населення Волині й Поділля. В 1930 році у Рівному оформилося Об'єднання слов'янських євангельських християн, яке мало 95 громад і нараховувало понад 30 000 вірних та мало 20 проповідників і 6 місіонерів.
З приходом радянської влади групи штунд зазнали дискримінації, проте, попри переслідування, кількість євангельських християн сягало до 2 млн в СРСР. В 1926 році українські євангельські християни мали окреме Всеукраїнське об'єднання, що входило до Всесоюзного об'єднання штунд (як різні групи євангельських християн-баптистів). В 1960 році на Харківщині було 56 громад, на Київщині 170, відбувалося близько 15 000 хрещень щороку. Більше половини усіх штунд в СРСР жило на українських землях. Прохання про захист від переслідувань радянської влади, з якими вони зверталися до міжнародних релігійних і гуманітарних організацій, залишилися без наслідків.
З початку XX століття термін «штундизм» втратив самостійне значення.